# 田島淳滋
田島 淳滋（たじま じゅんじ、1957年 - 2020年1月30日）は、日本の実業家。大阪府大阪市出身。紳士・婦人輸入卸並びにセレクトショップなどを運営するリデアカンパニーリミテッドの代表取締役。
ファッションシーンのオピニオンリーダー的存在。

## 略歴
同志社香里中学校・高等学校を経て、同志社大学を卒業。
1990年に紳士、婦人雑貨輸入卸・小売業としてリデアカンパニーリミテッドを設立。同年、直営店ストラスブルゴ大阪店の一号店を大阪市中央区西心斎橋にオープンした。
2016年3月には銀座に4店舗をオープンし、リテール業態では、ストラスブルゴ18店舗(アウトレット、ジュエリーストア含む)他、キートン、クルチアーニ、エドワードグリーンを含めて合計27店舗を展開している。
2020年1月30日に逝去。享年62歳。